# Teatro nacional y sala de conciertos de Taipéi
El Teatro nacional y sala de conciertos (en chino: 國家戲劇院 que quiere decir "Teatro nacional" y 國家音樂廳 que quiere decir "Sala de conciertos nacional") es un complejo de centros de artes escénicas, en el distrito de Zhongzheng, en la ciudad de Taipéi, en Taiwán. Terminados en 1987, constituyen los principales lugares para las artes escénicas en la isla. Los puntos de referencia, respectivamente, en los lados sur y norte son la Plaza de la Libertad que está en frente de la Sala del memorial a Chiang Kai-shek. Juntas, las estructuras se denominan con el acrónimo NTCH. Sirven como instalaciones del "Centro cultural Nacional de Chiang Kai-shek". La plaza se encuentra cerca del bulevar Ketagalan, el edificio de oficinas Presidencial y la Biblioteca central nacional.